# Kijevo (Trnovo, république serbe de Bosnie)
Pour les articles homonymes, voir Kijevo.
Kijevo (en serbe cyrillique : Кијево) est un village de Bosnie-Herzégovine. Il est situé sur le territoire de la ville d'Istočno Sarajevo, dans la municipalité de Trnovo et dans la république serbe de Bosnie. Selon les premiers résultats du recensement bosnien de 2013, il compte 296 habitants.

## Géographie
Le village est situé Le village est situé au sud-ouest du mont Trebević et à l'est des monts Igman et Bjelašnica, sur les bords de la rivière Željeznica, un affluent droit de la Bosna.

## Démographie

### Évolution historique de la population dans la localité
| 1948 | 1953 | 1961 | 1971 | 1981 | 1991 | 2013 |
| ---- | ---- | ---- | ---- | ---- | ---- | ---- |
| -    | -    | 393  | 354  | 433  | 452  | 296  |

|  |

### Communauté locale
En 1991, la communauté locale de Kijevo comptait 1 138 habitants, répartis de la manière suivante :